# Mask of All Misery
Mask of All Misery ist das zweite Studioalbum der australischen Thrash-Metal-Band Meshiaak. Das Album erschien am 15. November 2019 über Mascot Records.

## Entstehung
Im Mai 2017 trennte sich die Band von ihrem US-amerikanischen Schlagzeuger Jon Dette. Sein Nachfolger wurde David Godfrey. Bereits im November 2017 veröffentlichte die Band auf ihrer Facebook-Seite Demoversionen von neuen Liedern, bevor die Musiker im Januar 2018 mit dem eigentlichen Songwriting begannen. Sänger Danny Camilleri erklärte, dass die Band auf dem zweiten Album „austesten wollte, was für die Musiker machbar wäre“. Unter anderem setzte er mehr auf Klargesang, während die Musik im Tempo mehr variierte.
Im Dezember 2018 begannen die Aufnahmen des Schlagzeugs in den Coloursound Studios in Melbourne, deren Inhaber Dean Wells ist. Produziert wurde das Album vom Gitarristen Dean Wells, während Jacob Hansen das Album mischte. Die Band lud einige Fans für Hintergrundgesänge ins Studio ein. Der Bass wurde von Andrew Cameron eingespielt, der auch in Dead Wells anderer Band Teramaze spielt. Anfang Mai 2019 wurden die Aufnahmen beendet. Für das Lied Bury the Bodies wurde ein Musikvideo gedreht.

## Titelliste
| 1. Miasma – 4:07 2. Mask of All Misery – 5:26 3. Bury the Bodies – 5:10 4. City of Ghosts – 4:04 5. Face of Stone – 5:36 | 1. Tears That Burn the Sun – 4:48 2. Doves – 5:36 3. In the Final Hour – 4:26 4. Adrena – 5:20 5. Godless – 7:21 |

## Rezeption
Laut Alex Heindl vom Onlinemagazin Stormbringer.at zeigen sich die Australier „kämpferisch“, „wie eine epische Schlacht umhüllt von melodischen Sounds, die unterbrochen werden von harten Riffs und starken Power-Metal-Hymnen“. Die Texte sind „perfekt abgestimmt zwischen Melancholie, Untergang und Adrenalin“. Heindl vergab vier von fünf Punkten. Sebastian Kessler vom deutschen Magazin Metal Hammer schrieb, dass die Band schon im Intro Miasma „mehr Musikalität und Melodie demonstriert als manche Genre-Kollegen“. „Unfassbare Melodien, grandiose Dynamiken und erstklassige Gitarrenarbeit“ ließen Parallelen „zu den goldenen Jahren von Metallica ziehen“. Allerdings würde das Album auch „ein gewisses konstruiertes Gefühl hinterlassen“. Kessler vergab fünf von sieben Punkten.